# Vlastnosti zemin

Trojfázové složení zeminy o objemu V a hmotnosti m

Zemina se skládá z pevných částí s vodou částečně zaplněnými nebo vyplněnými póry.

## Objemová hmotnost zeminy suché
{\displaystyle \rho _{d}={\frac {m_{s}}{V}}}

## Zdánlivá hustota pevných částí = měrná hmotnost pevných částic
{\displaystyle \rho _{s}={\frac {m_{s}}{V_{s}}}}
Stanoví se dle ČSN CEN ISO/TS 17892-3

## Hmotností vlhkost
{\displaystyle w={\frac {m_{w}}{m_{s}}}={\frac {\rho -\rho _{d}}{\rho _{d}}}}
Vyjadřuje se v procentech – Stanovuje se dle ČSN 72 1012

## Pórovitost
{\displaystyle n={\frac {V_{p}}{V}}={\frac {V-V_{s}}{V}}=1-{\frac {\rho _{d}}{\rho _{s}}}}

## Číslo pórovitosti
{\displaystyle e={\frac {V_{p}}{V_{s}}}={\frac {n}{1-n}}={\frac {\rho _{s}}{\rho _{d}}}-1}

## Stupeň nasycení
{\displaystyle S_{r}={\frac {V_{w}}{V_{p}}}={\frac {\rho -\rho _{d}}{\rho _{w}n}}}
- Suché – Sr = 0 až 6 0,002 (hydroskopická vlhkost)
- Zavlhé – Sr < 0,25
- Vlhké – Sr = 0,25 až 0,80
- Velmi vlhké – Sr > 0,80
- Vodou nasycené – Sr = 1,0

## Objemová hmotnost zeminy plně nasycené vodou
{\displaystyle \rho _{sat}={\frac {m_{s}at}{V}}=\rho _{d}+n\rho _{w}}

## Vlhkost plně nasycení zeminy
{\displaystyle w_{sat}={\frac {m_{sat}-m_{s}}{m_{s}}}=m{\frac {\rho _{w}}{\rho _{d}}}}

## Objemová tíha zeminy
{\displaystyle \gamma =\rho {g}}
g = 9,81 ms−2. Hodnota gravitačního zrychlení se v geotechnických výpočtech zaokrouhluje na g = 10 ms−s – chyba je tedy 2%

## Objemová tíha zeminy pod hladinou vody
{\displaystyle \gamma '=\gamma _{sat}-\gamma _{w}=\gamma _{d}-(1-n)\gamma _{w}}

## Zrnitost zeminy
Množství zrn, která jsou hrubší než 0,1 mm (0,125) se stanoví proséváním v sítech. Procento menších a jemnějších zrn se stanoví hustoměrnou metodou.

## Voda v zemině
Voda pod podpovrchem se nazývá podzemní voda. Zdrojem jsou srážky, případně vodní nádrže, kde se voda vsakuje. V ojedinělých případech se jedná o vodu, která vzniká z vodních par z magmatu.

### Voda struktuální a vázaná
- Vodu strukturální lze odstranit ze zeminy bez toho, aniž by se změnily její vlastnosti.
- Vodu vázanou nelze odstranit ze zeminy bez změny její vlastnosti.

### Voda kapilární
- Tato voda vzniká vlivem povrchového napětí vody.
- Vzorec kapilární výšky hk – {\displaystyle h_{k}-{\frac {2\sigma }{\gamma _{w}r}}}

### Konzistence zeminy
Dle konzistenčních mezí se rozděluje na:
- vlhkosti na mezi plasticity – mezi zeminou tuhou a pevnou – wp – dle ČSN 72 10 13
- vlhkosti na mezi smrštění – mezi zeminou tuhou a pevnou – ws – dle ČSN 72 10 19

## Klasifikace zemin
- Základním kvalitativním znakem zemin je složení zrnitosti.